# Queen's Park Football Club
El Queen's Park Football Club es un club de fútbol de Escocia, con sede en la ciudad de Glasgow. Es el club más antiguo de Escocia, fundado en 1867, y el más antiguo fuera de Inglaterra y Gales. Compite en la Scottish Championship, segunda categoría del fútbol escocés.
El club fue totalmente amateur durante los primeros 152 años de su existencia y su camiseta presenta rayas horizontales finas blancas y negras. Durante muchos años, el club fue el único completamente amateur en las ligas profesionales escocesas, hasta que sus miembros votaron para poner fin este estado y pasar al profesionalismo en noviembre de 2019. Su condición se reflejaba en su lema en latín: Ludere Causa Ludendi, que significa «el juego por el juego mismo».
Queen's Park es también el único club de fútbol escocés que logró disputar la final de la FA Cup inglesa, en los años 1884 y 1855. Con 10 títulos, Queen's Park se mantiene como el tercer equipo escocés que más títulos de la Copa de Escocia ha conseguido, solo por detrás de Celtic F. C. y Rangers F. C., aunque su última victoria fue en 1893. Además de haber sido el primer campeón, mantuvo el récord de más copas ganadas hasta que Celtic obtuvo su undécima victoria en 1925.
Durante más de un siglo, el campo del club fue el Hampden Park, situado en el sureste de Glasgow, un estadio de categoría 4, que también es la sede de la selección de fútbol de Escocia. El club planea mudarse a su campo de entrenamiento adyacente al estadio principal, Lesser Hampden, con planes para convertirlo en un estadio de 1774 asientos.

## Historia

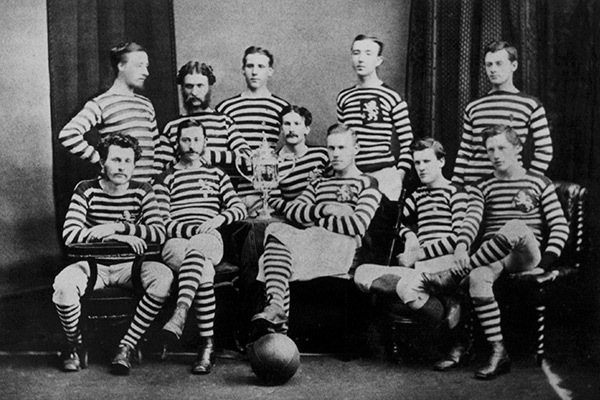
El Queen's Park que ganó la Copa de Escocia en 1874.

El Queen's Park FC, también conocido como «las Arañas» (the Spiders en inglés, the Speeders en escocés), fue fundado el 9 de julio de 1867, y es el más antiguo en el fútbol escocés. El Queen's Park desarrolló sus propias reglas para el fútbol. El club se ha resistido históricamente al profesionalismo en el juego; a antiguos jugadores profesionales de otros clubes no les permitieron jugar para el Queen's Park y en 1890 el club rechazó afiliarse a la liga escocesa recién formada. El club también temió que la liga dominara el juego y causara la desaparición de clubes más pequeños. Seis de los miembros fundadores de la liga pronto dejaron de existir. El Queen's Park estaba siendo dejado de lado por la liga, aunque en 1900 ingresaron a ella.
El club terminó dos veces como finalista subcampeón, ambas veces ante el Blackburn Rovers, en la Football Association Cup (torneo de copa británico, principalmente de equipos ingleses, en 1884 y 1885. Tal era el dominio del club en los primeros días del fútbol que no encajó un gol hasta el 16 de enero de 1875, 8 años después de la formación del club.

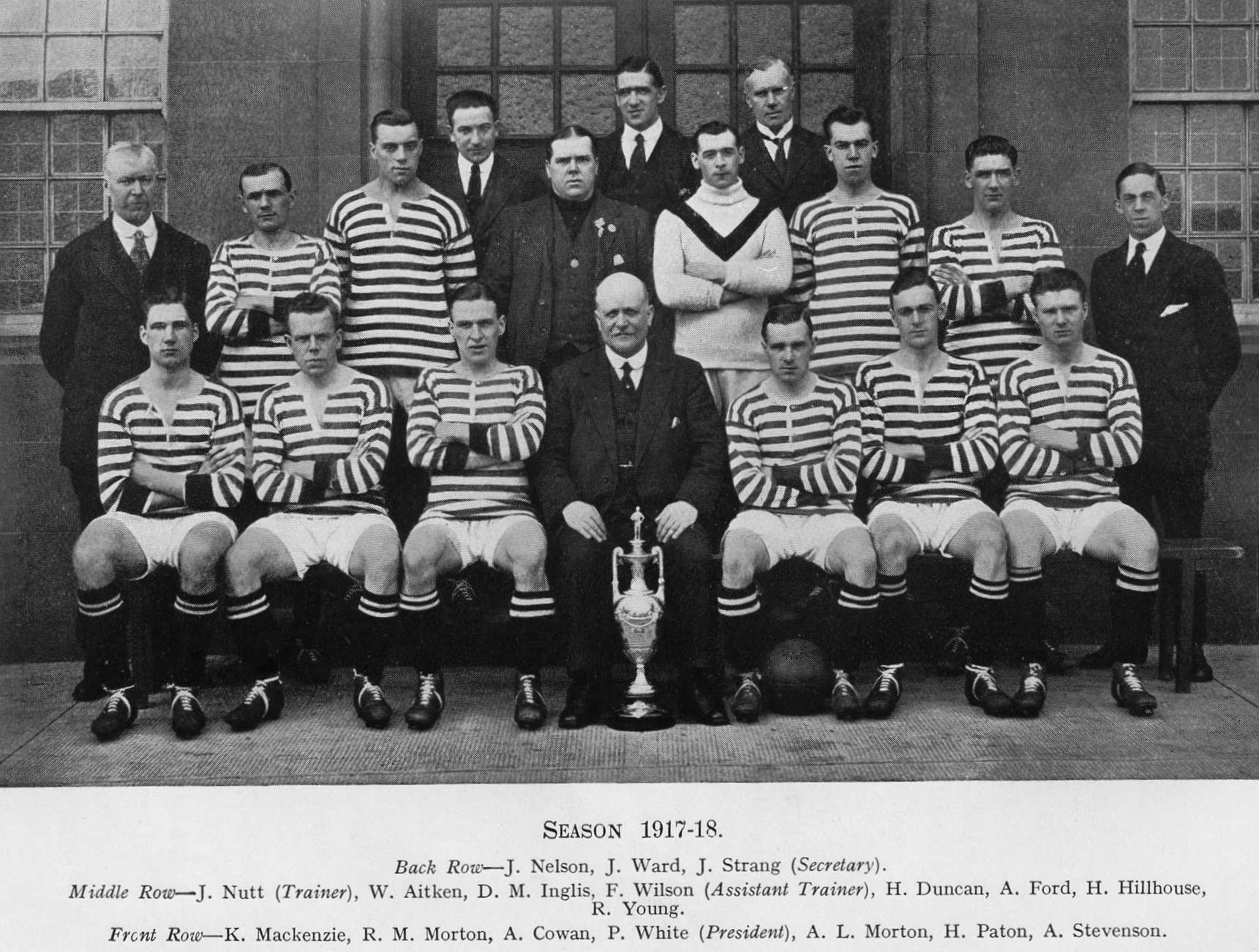
Equipo de la temporada 1917–18.

## Palmarés

### Torneos nacionales
- Copa de Escocia (10): 1873-74, 1874-75, 1875-76, 1879-80, 1880-81, 1881-82, 1883-84, 1885-86, 1889-90, 1892-93.[15]
- Segunda División de Escocia (2): 1922-23, 1955-56.[16]
- Tercera División de Escocia (1): 1980-81.[17]
- Cuarta División de Escocia (2): 1999-00, 2020-21.[18][19]